# Emili Brugalla i Turmo
Emili Brugalla i Turmo   (Barcelona, 4 de setembre de 1901 - 1 d'abril de 1987)fou un relligador i enquadernador català.

## Biografia
El 1913 començà com a aprenent als tallers Gibert Reig i Trillas, alhora que estudiava a l'Institut Català de les Arts del Llibre amb Ramon Miquel i Planas i a l'Escola d'Arts i Oficis i Belles Arts, on aprèn la dauradura a mà i la relligadura de bibliòfil del mestre Hermenegild Alsina i Munné.
El 1921 marxà a estudiar a París amb el seu mestre. El 1923 va tornar i organitzà una secció d'enquadernació d'art a la llibreria Subirana, especialitzada en llibres religiosos, que li va permetre obtenir el gran premi a l'Exposició Internacional de Barcelona del 1929. El 1931 va instal·lar el seu propi taller i es proposà divulgar els valors de la relligadura artística, alhora que feia classes a l'Escola Industrial de Barcelona i a l'Escola de Bibliotecàries. Va fer conferències al Foment de les Arts Decoratives de Barcelona i també a Madrid. El 1945 va obtenir la medalla de plata del Primer Certamen d'Art Decoratiu celebrat a Palma; posteriorment va intervenir al congrés de relligadors d'Estocolm de 1966 i al d'Ascona (Suïssa) el 1967 amb treballs publicats i glossats per destacades autoritats en revistes especialitzades com La Reliure, Craft Horizon, The Penrose Anual, Allegemeniner zur Buch-Binderein i Bokbinderi Idkaren.
Fou membre de l'Acadèmia de Ciències i Arts de Barcelona (1966), acadèmic de l'Academia de Bellas Artes de San Fernando (1978) i membre d'honor del Designer Bookbinders de Londres el 1937. El 1982 va rebre la Creu de Sant Jordi.

## Obres
- Tres ensayos sobre el arte de la encuadernación (1945)
- La encuadernación en París en las avanzadas del Arte Moderno (1954)
- El Arte en el Libro y en la Encuadernación (1977)